# Cantaing-sur-Escaut
Cantaing-sur-Escaut település Franciaországban, Nord megyében. Lakosainak száma 408 fő (2022. január 1.). Cantaing-sur-Escaut Fontaine-Notre-Dame, Anneux, Flesquières, Noyelles-sur-Escaut, Proville és Graincourt-lès-Havrincourt községekkel határos.

## Népesség
A település népességének változása:
| Lakosok száma | 404  | 394  | 407  | 399  | 402  | 404  | 405  | 407  | 408  |
|               | 2013 | 2015 | 2016 | 2017 | 2018 | 2019 | 2020 | 2021 | 2022 |